# 楊謨 (明朝)
楊謨（1503年—？），字汝承，山西澤州民籍大同府大同縣人，明朝政治人物。

## 生平
嘉靖元年（1522年）壬午科山西鄉試第一名舉人。嘉靖二十年（1541年）中式辛丑科會試第一百二十二名，登第二甲第十名進士。歷官陝西鳳翔府同知、慶陽府知府。

## 家族
曾祖楊理；祖父楊洪，儀賓；父楊森，義官。母趙氏；繼母梁氏。永感下。弟杨訓。